# Georg Seligmann
Georg Sofus Seligmann (22. april 1866 i København – 20. august 1924 på Montebello) var en dansk maler.
Seligmann er søn af grosserer Rudolf Seligmann (født 1829) og Sophie født Weil (født 1844). Efter at han var blevet student (1883) og havde taget philosophicum, modtog han sin første uddannelse i kunsten hos Frans Schwartz og i den af P.S. Krøyer og Laurits Tuxen ledede malerskole; i 1887 debuterede han på Charlottenborg Forårsudstilling med to landskabsbilleder, udførte over motiver fra Halland; året derpå udstillede han et par figurmalerier og i 1888 Søndag i Thorvaldsens Musæum, der blev erhvervet til Den Hirschsprungske Samling, 1889 kom hans Fra Spillestuen i Studenterforeningen, der vakte opmærksomhed ved skarp og livlig karakteristik af figurerne og senere indbragte kunstneren en medalje ved verdensudstillingen i Paris. Endnu i 1890 og 91 udstillede Seligmann på Charlottenborg og vandt især anerkendelse som portrætmaler; så blev han deltager i Den Frie Udstilling og gav der i de følgende år møde med ikke få arbejder, landskaber, arkitekturmalerier og portrætter, blandt hvilke sidste især det store Portræt af min Hustru var af betydelig virkning. Ved siden af disse dygtige og fuldt ud selvstændige originalarbejder har Seligmann interesseret sig særlig for Frans Hals og malede flere kopier efter hans billeder, bl.a. et af de store skyttestykker i Haarlem (De officiren van den Cluveniers doelen 1893) og af en pompejansk fresko, Centavr og Mænade.
Seligmann ægtede 16. maj 1893 Jenny Heyman (født 1873), datter af grosserer Philip W. Heyman.
Han er begravet på Mosaisk Vestre Begravelsesplads.